# 夏谷美希
夏谷美希（日语：／ Natsutani Miki，11月17日—）是一名日本女性聲優，東京都町田市出身，Kenyu Office所屬。

## 簡歴
曾隸屬於Production Ace，現為Kenyu Office旗下藝人。

## 人物
聲音音域為次女高音。興趣包括觀察生物、收集人偶、以及騎乘公路自行車。專長則有羽毛球與與野生動物互動。

## 演出作品
※粗體字為主要角色。

### 電視動畫
2018年
- DEVILSLINE 惡魔戰線（女學生）
- 屁屁偵探（弘樂子、河馬奶奶、住人、豬女演員、布科、貝尼莫莫、亞德卡利努）
- 卡里古拉（女學生）
- 後街女孩（咖哩店店主）

2019年
- 多羅羅（小孩）
- 就算是爸爸，也想做（女性2）

2020年
- 織田肉桂信長（Lucky的飼主）
- 淘氣貓2020：家有圓圓？！～我家的圓圓你知道嗎～（小孩）
- 出租女友（木之下晴美）
- 體操武士（學生A）

2021年
- 名偵探柯南（山梨秋穗）

2022年
- 出租女友 第2期（木之下晴美）
- 菜鳥鍊金術師開店營業中（珊樂莎的母親〈莎朗·菲朵〉）
- IDOLiSH7 Third BEAT!（播音員）

2023年
- 魔法使的新娘 SEASON2（梅·奧特伍德[4]）
- 七大罪 啟示錄四騎士（妖精）

2024年
- 迷宮飯（村人6）
- 新幹線變形機器人：變革世代（颯太）
- 魔法光源股份有限公司（播音員）
- 尋神的旅途（白珠龍的義母）
- 一兆＄遊戲（私奔的女人）

2025年
- 我獨自升級 Season 2 -Arise from the Shadow-（班主任）
- 異修羅 第2期（先觸的弗琳絲妲）
- 寶可夢 地平線（住客、朵拉拉）
- 正義使者 -我的英雄學院之非法英雄-（貓咪敵人）

### 劇場版動畫
2018年
- 怪獸娘（黑）～超級怪獸擬人化計畫～（同級生A）

2019年
- 劇場版 屁屁偵探 咖喱香料事件（べにいもも）

2021年
- 劇場版 屁屁偵探 舒芙蕾島的秘密（舒芙蕾島的小孩）

2022年
- 劇場版 屁屁偵探 夢中的巨大番薯祭典（かめのこうじうみ）

2023年
- おそ松さん〜魂のたこ焼きパーティーと伝説のお泊り会〜（女性B）
- 北極百貨的秋乃小姐

### 網路動畫
2019年

### 遊戲
2009年
- おきらくシリーズ（老婆婆）

2015年
- Orc Attack
- 異塵餘生4

2016年
2018年
2019年
- 湯姆克蘭西：全境封鎖2
- RAGE 2

2022年
- 決鬥大師 PLAY'S（スピア・ルピア、時空の雷龍チャクラ / 雷電の覚醒者グレート・チャクラ、熱湯グレンニャー 他）

2023年
- 緋染天空 Heaven Burns Red（貓C）
- 勇者鬥惡龍 怪獸仙境3：魔族王子與精靈之旅[5]

2024年
- 聖獸之王（ドラケンガルド賢人、傭兵（タイプC）/ NPC）

## 外部連結
- 夏谷美希：Natsutani Miki｜株式会社ケンユウオフィス
- 夏谷美希的X（前Twitter）